# Trigger Happy TV
Trigger Happy TV är en brittisk tv-serie. Trigger Happy TV har bara en skådespelare förutom en mängd statister. Skådespelaren heter Dom Joly. Trigger Happy TV går ut på att Dom Joly går runt på stan och utför dolda-kameran-skämt, ofta utklädd till exempelvis en hund. Trigger Happy TV skiljer sig från andra dolda-kameran-serier i och med att de ofta går ut på att Dom Joly driver med sig själv istället för personen som blir utsatt. Dom Joly har även skapat Håll tyst, världen! som också har visats i Sverige.